# Platon Face
Platon Face, född 17 maj 2012 i Vomb i Skåne län, är en svensk varmblodig travhäst. Han tränades och kördes av Adrian Kolgjini och sin uppfödare Lutfi Kolgjini. Han ägdes fram till 2018 av Johan Sjöstrand. Sedan mars 2018 ägs han av Knutsson Trotting AB.
Platon Face tävlade åren 2015–2020. Han gjorde sin första start i maj 2015 och tog första segern i den andra starten. Han sprang in totalt 2 miljoner kronor på 48 starter varav 14 segrar och 2 andraplatser. Han tog karriärens största seger i Harper Hanovers Lopp (2018).

## Karriär
Platon Face gjorde sin första start i karriären den 4 maj 2015 på Mantorptravet med Adrian Kolgjini i sulkyn. Han slutade näst sist efter att ha galopperat. Den 1 juni 2015 på Halmstadtravet gjorde han sin andra start och sitt första felfria lopp, vilket han vann med sju längder på kilometertiden 1.15,4 över 2140 meter.
Han tog sin första V75-seger den 28 oktober 2017 i Oktoberstayern på hemmabanan Jägersro, där han segrade från ledningen.
Under Elitloppshelgen 2018 segrade han i Harper Hanovers Lopp den 26 maj, och tog därmed sin första seger i ett internationellt grupplopp. I loppet travade han barfota runt om för första gången i karriären. Nästa start gjordes den 24 juni i Kalmarsundsstayern, där han segrade tillsammans med den comebackande kusken Adrian Kolgjini. Han debuterade i Gulddivisionen den 21 juli under Stochampionatshelgen 2018 och segrade med fem längder före tvåan Call Me Keeper.
Sedan den 1 oktober 2018 tränas Platon Face av Adrian Kolgjini. Detta efter att Lutfi Kolgjini valt att överlåta flera av stallets stjärnhästar till sonen Adrians nystartade tränarrörelse. Han gjorde sin första start i Adrians regi i C.L. Müllers Memorial den 27 oktober 2018, där han slutade oplacerad bakom hästar som Propulsion och On Track Piraten. Efter Müllers-loppet reste han till Frankrike för att delta i det franska vintermeetinget på Vincennesbanan utanför Paris. Han gjorde första starten den 24 november 2018 i Prix de Quimper tillsammans med Adrian, där han slutade på fjärdeplats.